# Torre La Pajarita
La torre La Pajarita es el segundo edificio más alto de la comunidad autónoma de Castilla-La Mancha (España). Está situada en la ciudad de Albacete, solo superada por la torre del Agua, de 70 metros.
De tipo residencial, tiene 68 m de altura y 20 plantas. Fue construida a principios de los años 1970 en el barrio de La Pajarita, localizado en la zona centro-este de la capital, que destaca por sus edificios de gran altura, todos ellos con entre 13 y 20 plantas. Está situada en la calle Nuestra Señora de la Victoria.
Fue obra del promotor Jiménez Hermanos y de los arquitectos Manuel Carrilero y A. Pascual. Su nombre procede de una antigua fábrica de chocolate denominada La Pajarita, que había en el lugar hasta 1969, año en el que cerró, fundada en 1898 y que llegó a convertirse en una de las empresas más importantes de Albacete.